# Martin Petráš
Martin Petráš (Bojnice, 2 de novembro de 1979) é um futebolista profissional eslovaco, defensor, milita no Delta Porto Tolle.

## Carreira
Martin Petráš representou a Seleção Eslovaca de Futebol, nas Olimpíadas de 2000 e na Copa do Mundo de 2010. 